# Onfroi de Hauteville
Onfroi de Hauteville (Unfredo d'Altavilla), né vers 1010 et mort en août 1057, est le troisième comte normand d'Apulie de 1051 à 1057.

## Biographie
Troisième des fils de Tancrède de Hauteville, Onfroi arrive en Italie en compagnie de ses frères aînés Guillaume et Drogon vers 1035. Ensemble, ils s’installent en Campanie peu après la fondation du comté d'Aversa par le mercenaire normand Rainolf Drengot. Comme lui, les fils de Tancrède se mettent au service du prince lombard Pandolf IV de Capoue, puis de son neveu et adversaire Guaimar IV de Salerne.
En 1038, sous les ordres du chef lombard Ardouin, Onfroi et ses frères participent à une expédition byzantine en Sicile. Les Normands s’illustrent lors de la bataille de Troina et contribuent à la prise de Syracuse par le général byzantin Georges Maniakès en 1040.

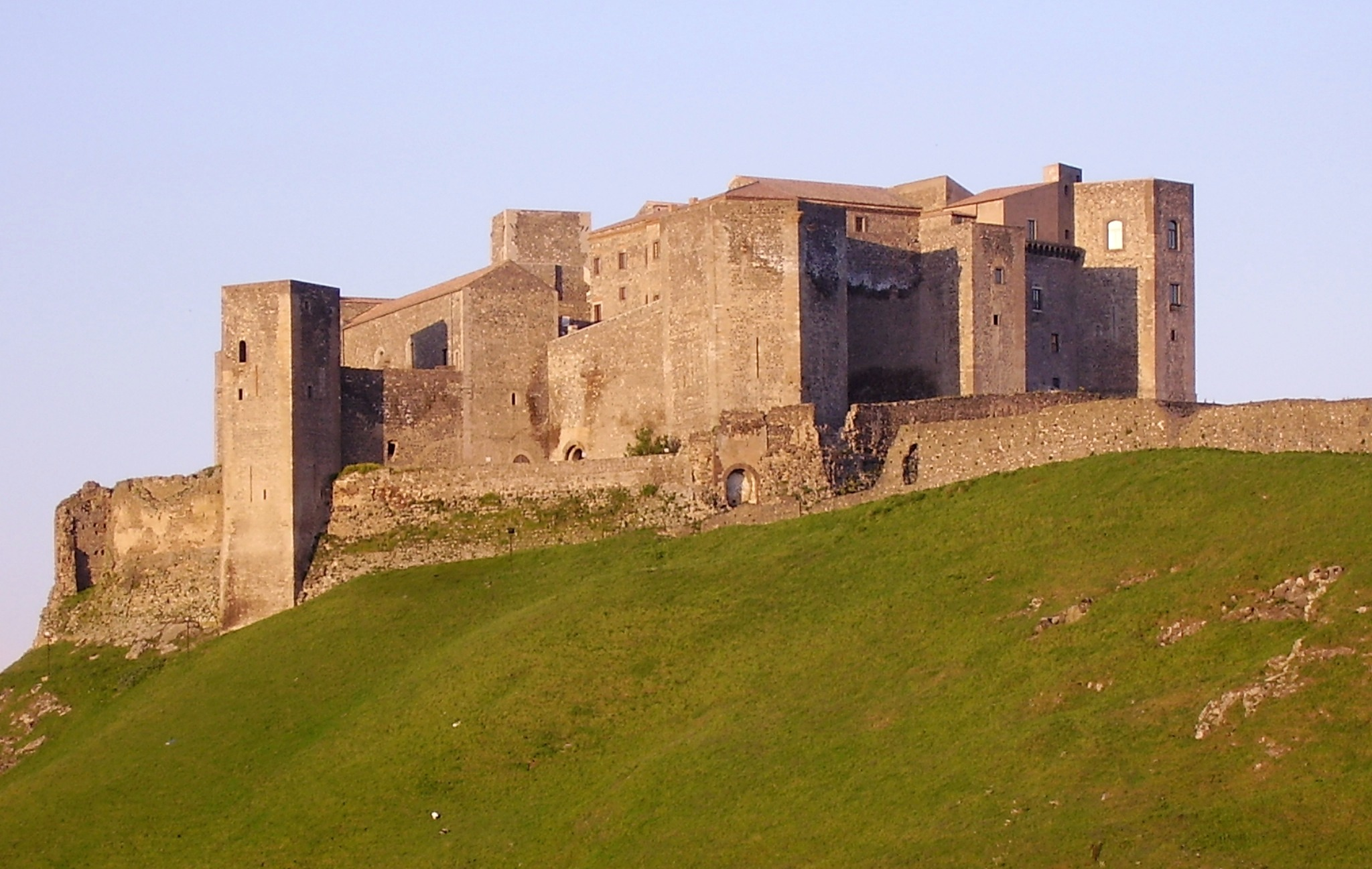
Le château de Melfi.

Au retour de cette expédition, au cours de laquelle les Normands ont constaté la cruauté et la mauvaise foi des Grecs, les mercenaires décident de combattre pour leur compte et entament la conquête des possessions byzantines en Apulie. Melfi, capturée grâce à une ruse d’Ardouin, est choisie comme capitale du comté d'Apulie et Guillaume Bras-de-Fer y est élu chef des Normands d'Italie en septembre 1042. À la suite de la mort de Guillaume en 1046, Drogon parvient à s’imposer à la tête du comté d’Apulie. L’année suivante, Onfroi reçoit la seigneurie de Lavello. Robert Guiscard et Richard, futur comte d’Aversa, viennent renforcer les effectifs normands à la même période.
En 1051, une insurrection anti-normande éclate en Apulie. Drogon et plusieurs de ses compagnons sont assassinés le 10 août. Onfroi, qui a survécu au massacre, succède à son frère comme comte d’Apulie et chef des Normands d'Italie. Dès son avènement, il commence par châtier violemment les instigateurs de l'assassinat de Drogon, faisant scier vif puis enterrer vivant le principal meurtrier. Il doit surtout faire face à une importante coalition menée par le pape Léon IX, hostile à l’expansion normande. Avec l’appui des troupes impériales, le pontife lance une offensive en Apulie en mai 1053.

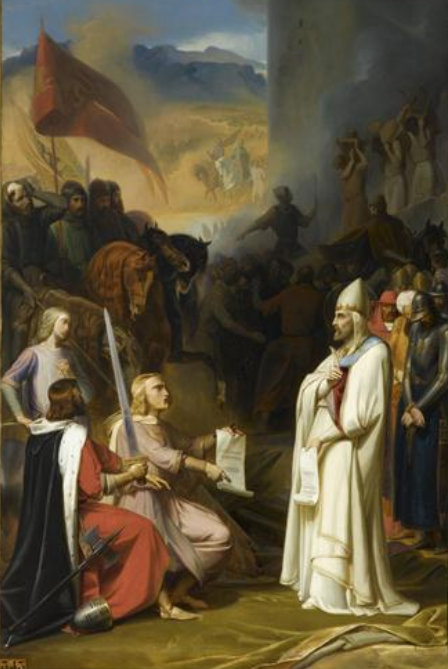
Onfroi et Robert dictent leurs conditions au pape Léon IX à Civitate. Peinture d’Adolphe Roger (Salles des croisades).

Onfroi convoque Robert Guiscard et le comte Richard d'Aversa pour ce combat décisif qui les attend sur les bords du Fortore. Le 18 juin 1053, les Normands remportent une victoire décivisive à Civitate. Le pape Léon IX, capturé, est raccompagné sous escorte jusqu’à Bénévent. Pour obtenir sa libération, le pontife accorde aux Normands, au nom de l'Église, l'investiture de tout ce qu'ils ont déjà conquis et de tout ce qu'ils pourront conquérir en Apulie, en Calabre et en Sicile. Ce faisant, le pape s'arroge implicitement la propriété de provinces alors détenues par les Grecs et les Lombards. 
En 1055, Onfroi, Robert et leur frère Godefroi, nouvellement arrivé, effectuent une campagne militaire contre les possessions byzantines de l’extrême-sud de l’Italie.
Onfroi meurt de maladie en août 1057, laissant deux jeunes fils, Abagelard et Herman, qu’il eut d’une princesse lombarde, Altrude, sœur du duc de Sorrente. Il en confie la garde à son frère Robert Guiscard avant de mourir. Son corps est enseveli à l’abbaye de la Trinité de Venosa, le sanctuaire familial des Hauteville.